# ارين بي. داف
ارين بي. داف (بالإنجليزية: Warren B. Duff)‏ هو كاتب سيناريو ومنتج أفلام أمريكي، ولد في 17 مايو 1904 في الولايات المتحدة، وتوفي بنفس المكان في 5 أغسطس 1973.

## وصلات خارجية
- ارين بي. داف على موقع IMDb (الإنجليزية)
- ارين بي. داف على موقع أول موفي (الإنجليزية)
- ارين بي. داف على موقع قاعدة بيانات الأفلام السويدية (السويدية)
- ارين بي. داف على موقع قاعدة بيانات الفيلم (الإنجليزية)
- ارين بي. داف على موقع كينوبويسك (الروسية)